# Schwesternsammlung Neunkirchen
Die Schwesternsammlung Neunkirchen war von 1256 bis 1460 ein Kloster in Neunkirchen, einem Stadtteil von Bad Mergentheim im Main-Tauber-Kreis in Baden-Württemberg.

## Geschichte
Im Jahre 1256 vermachte die Adlige Elisabeth von Hall ihren beiden Töchtern, die in der schon bestehenden "cella" zu Neunkirchen lebten, Teile ihres Einkommens. Diese Zelle entstand wohl bereits im Zusammenhang mit der im Jahre 1237 erfolgten Neugründung des Benediktinerinnenklosters Paradeis in Heidingsfeld bei Würzburg. Die Zelle lag neben der Pfarrkirche und war wie diese dem Heiligen Laurentius geweiht. Die jeweils nur wenigen Klausnerinnen gehörten fast ausschließlich dem niederen Adel in Mergentheim sowie der näheren Umgebung an. Die Frauen lebten nach der Regel des Heiligen Benedikt, allerdings ohne Gelübde. Im Jahre 1338 wollte der Bischof von Würzburg die Klause im Zuge der beginnenden kirchlichen Distanzierung von der Beginenbewegung aufheben. Die inzwischen recht umfangreichen Besitzungen sollten dem Kloster Heidingsfeld geschenkt werden. Doch erst im Jahre 1460 wurde die Aufhebung wegen fehlender Gottesdienerinnen durchgeführt. 1461 bestätigte der Papst die Aufhebung. Der Stifterwille wurde angeblich nicht mehr vollzogen. Jedoch waren die Beginen allgemein in Verruf gekommen, da ihre Lebensart nicht mehr den damaligen Vorstellungen der Amtskirche entsprach. Im Jahre 1534 verkaufte das Benediktinerinnenkloster Paradeis in Heidingsfeld die Güter der Klause in Neunkirchen an das Spital des Deutschen Ordens in Mergentheim. Die Gebäude wurden in der Folge restlos abgebrochen. Außer der urkundlichen Erwähnung sind keine Spuren erhalten.